# Стивенс, Фин
Фи́нли Джон Сти́венс (англ. Finley John Stevens; род. 10 апреля 2003, Брайтон, Юго-Восточная Англия) — валлийский футболист, защитник немецкого клуба «Санкт-Паули» и сборной Уэльса.

## Клубная карьера

### Ранние годы
Начал свою карьеру в академии «Арсенала» в возрасте шести лет. Выступал за команду до 16 лет, в конце сезона 2018/19 выпустился из академии в молодёжную систему клуба Уэртинг. В сезоне 2019/20 Стивенс провёл 20 матчей и забил один гол. Его чаще использовали как правого защитника, но также использовали в центре полузащиты. В июле 2020 года Стивенс покинул клуб.

### «Брентфорд»
28 июля 2020 года Стивенс перешёл в «Брентфорд», подписав двухлетний контракт с возможностью продления ещё на год. Попал в заявку на первый матч сезона 2020/21 года, но не появился на поле в победной серии пенальти в первом раунде Кубка Лиги против «Уиком Уондерерс». Три недели спустя он дебютировал за клуб, выйдя на замену вместо Саида Бенрахма в матче против «Фулхэма». Стивенс стал на постоянной основе тренироваться с первой командой и 28 раз был неиспользованным запасным игроком по ходу сезона 2020/21. 11 мая 2021 года подписал новый трёхлетний контракт с опцией продления ещё на один год. Стивенс не принял участие во всех матчах плей-офф Чемпионшипа, но получил медаль победителя плей-офф, попав в заявку на финал против «Суонси Сити». По итогам сезона 2020/21 Стивенс получил награду лучшему игрока года молодёжной команды.
В предсезонной подготовке сезона 2021/22 Стивенс тренировался с первой командной и выходил на поле во всех матчах. В течение сезона регулярно попадал в заявку на матчи чемпионата. После двух кубковых матчей Стивенс дебютировал в Премьер-лиге, заменив Серхи Каноса на 76 минуте в матче против «Саутгемптона».По итогам сезона 2021/22 сыграл четыре матча за первую команду. В межсезонье 2022 года Стивенс перешёл в основной состав и подписал новый пятилетний контракт с опцией продления ещё на сезон.
Сезон 2022/2023 Стивенс начал как запасной игрок для новичков клуба Эрона Хики и Кристофера Айера. После всего лишь одного старта Кубка Лиги в первый месяц сезона Стивенс присоединился к клубу «Суонси Сити» в аренду на сезон в последний день летнего трансферного окна. Он сыграл всего пять матчей, выходя на замену, прежде чем 1 января 2023 года его вернули обратно.

## Карьера в сборной
Благодаря своему деду, родившемуся в Кардиффе, имеет право выступать за сборные Уэльса. В январе 2021 года со Стивенсом связался главный тренер молодёжной сборной Уэльса Пол Бодин по поводу возможности выступления за Уэльс. В марте 2021 года Стивенс был вызван в молодёжную сборную Уэльса на тренировочный сбор и товарищеский матч против сборной Ирландии. Он отыграл полные 90 минут (2:1). В преддверии первого матча команды в сезоне 2022/23 Стивенс был назначен вице-капитаном команды новым менеджером Мэттом Джонсом.

## Статистика
| Клуб                 | Сезон            | Лига                             | Лига | Лига | Кубок Англии | Кубок Англии | Кубок АФЛ | Кубок АФЛ | Другое | Другое | Итого | Итого |
| Клуб                 | Сезон            | Дивизион                         | Игры | Голы | Игры         | Голы         | Игры      | Голы!     | Игры   | Голы   | Игры  | Голы  |
| -------------------- | ---------------- | -------------------------------- | ---- | ---- | ------------ | ------------ | --------- | --------- | ------ | ------ | ----- | ----- |
| Уортинг              | 2019/20          | Истмийская лига Премьер-дивизион | 13   | 1    | 0            | 0            | ―         | ―         | 7      | 0      | 20    | 1     |
| Брентфорд            | 2020/21          | Чемпионшип                       | 2    | 0    | 2            | 0            | 1         | 0         | 0      | 0      | 5     | 0     |
| Брентфорд            | 2021/22          | Премьер-лига                     | 1    | 0    | 2            | 0            | 1         | 0         | ―      | ―      | 4     | 0     |
| Брентфорд            | 2022/23          | Премьер-лига                     | 0    | 0    | 0            | 0            | 1         | 0         | ―      | ―      | 1     | 0     |
| Брентфорд            | Итого            | Итого                            | 3    | 0    | 4            | 0            | 3         | 0         | 0      | 0      | 10    | 0     |
| Суонси Сити (аренда) | 2022/23          | Чемпионшип                       | 5    | 0    | ―            | ―            | ―         | ―         | ―      | ―      | 5     | 0     |
| Итого за карьеру     | Итого за карьеру | Итого за карьеру                 | 21   | 1    | 4            | 0            | 3         | 0         | 7      | 0      | 35    | 1     |

### Комментарии
1. ↑  3 матча в Кубке Истмийской лиги, 2 матча в ФА Трофи, 2 матча в Кубоке Сассекса среди взрослых